# Повстання Абінсі
Повстання́ Абі́нсі 1906 року — виступ народу тів в басейні річки Бенуе (центральна Нігерія) проти англійських колонізаторів в січні-березні 1906 року.
Центр повстання знаходився в місті Абінсі. В ніч на 1 січня 1906 року населення підпалило склади Нігерійської компанії та стало знищувати товари й майно європейських торговців. Було вбито 80 англійських торговців та близько 180 службовців компанії взято в полон. Англійська влада направила проти повстанців караючу експедицію. Війська оволоділи в лютому 1906 року містом Абінсі, спалили поселення на правому та лівому берегах річки Бенуе. В боях за Абінсі повстанці понесли великі втрати — було вбито 6 тисяч осіб. Однак повстання продовжувалось ще до кінця березня 1906 року.